# Nicola (Luni)
Nicola è una frazione del comune di Luni, nella val di Magra in provincia della Spezia, posizionata a 181 metri sul livello del mare e distante circa 3 km dalla sede comunale di Casano. Fino al 1806 ebbe propria autonomia amministrativa.

## Storia

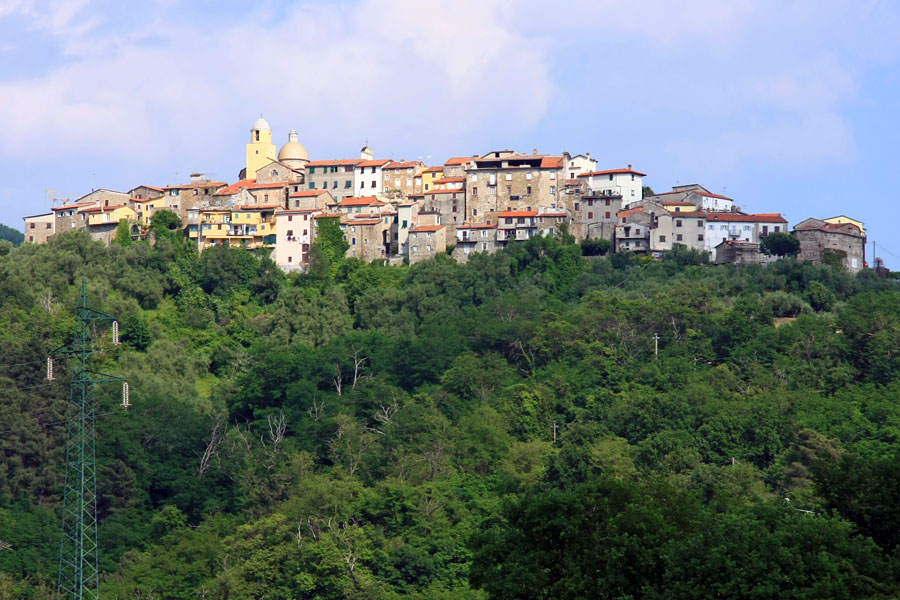
Altra visuale del borgo

Secondo le fonti storiche il toponimo del borgo fortificato deriverebbe dal termine bizantino "Mikauria", nome che poi tramuterà in "mica aurea" riferibile ad una conosciuta miniera d'oro (una vena di calcopirite aurifera) scoperta dagli abitanti di Luni, ma che si esaurì in fretta; la cava è ancora visibile sotto la zona del cimitero frazionario.
Già alle dipendenze della corte-chiesa di Iliolo, come gli altri borghi e nuclei del territorio ortonovese, fu possedimento dei conti-vescovi di Luni. La fondazione del borgo fortificato, come per Ortonovo, avverrà in un periodo tra l'XI e il XII secolo. Acquisita maggiore importanza dopo la caduta dell'antica città romana di Luni, il territorio di Nicola fu distinto da quello di Ortonovo tramite un apposito decreto vescovile e dotato di un autonomo statuto (1237); il 24 agosto del 1300, con verbale redatto dal vescovo Antonio Nuvolone da Camilla, saranno definiti i confini geografici-giurisdizionali tra i borghi di Ortonovo, Nicola e Castelnuovo Magra.

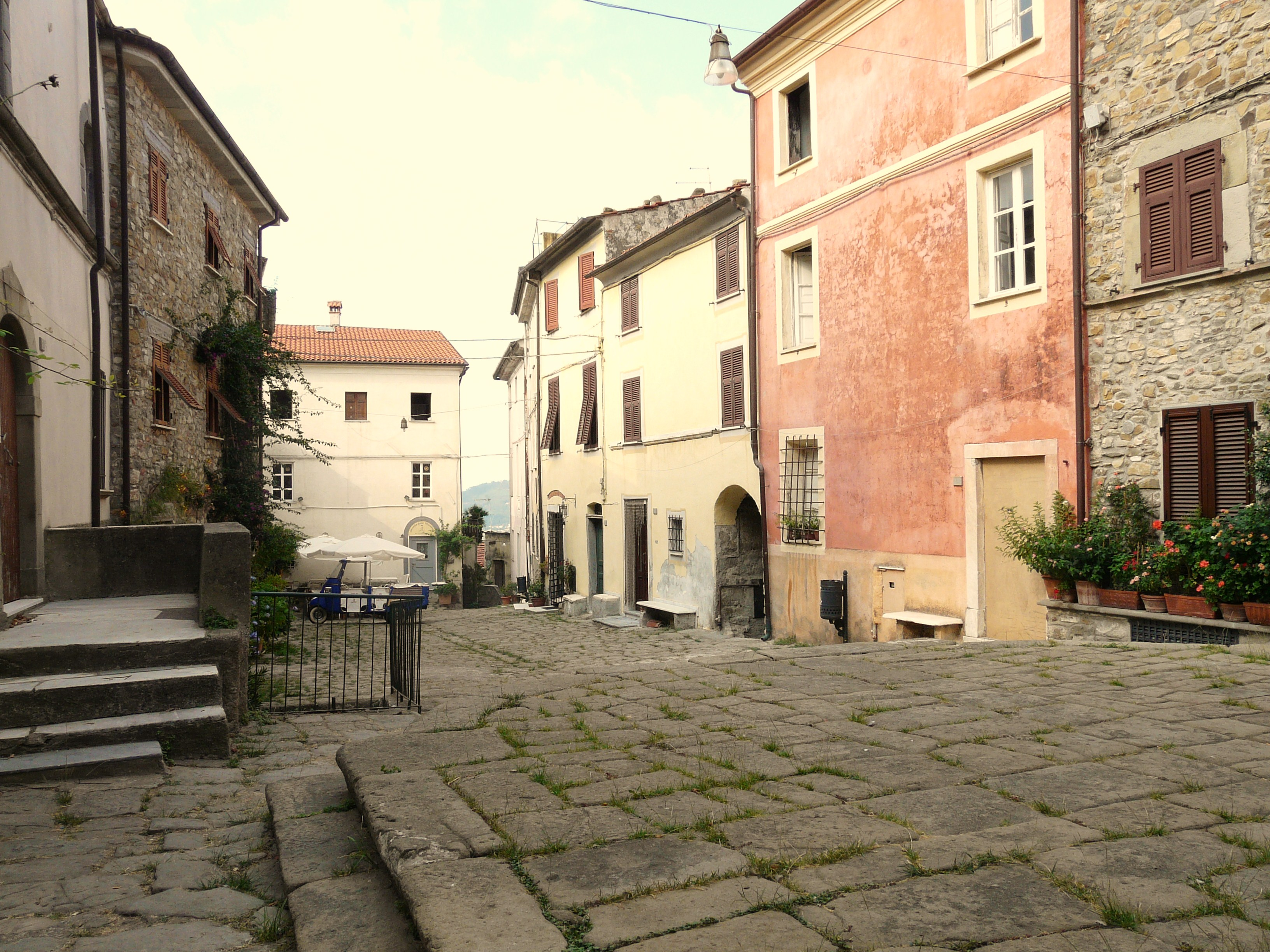
La piazza principale del borgo

Tra il XIV e il XV secolo il borgo fu possedimento di diverse signorie, dai Visconti agli Spinola fino ai fiorentini Medici con atto di "accomandigia" risalente al 1406; questi ultimi doteranno Nicola di nuovi e moderni statuti e soprattutto rifinanziarono i lavori di ripristino delle mura e del borgo in generale squassato dal saccheggio compiuto dalle truppe del comandante Niccolò Piccinino.
Così come altri borghi vicini anche Nicola sarà alle dipendenze, dal 1495, del Banco di San Giorgio e poi direttamente sotto la Repubblica di Genova, sottoponendo il territorio alla giurisdizione del capitaneato di Sarzana, fino alla dominazione napoleonica di fine XVIII secolo.
Con la caduta della Repubblica di Genova (1796), sull'onda della rivoluzione francese e a seguito della prima campagna d'Italia di Napoleone Bonaparte, il territorio di Nicola rientrerà dal 2 dicembre 1797 nel Dipartimento del Golfo di Venere, con capoluogo La Spezia, all'interno della Repubblica Ligure annessa al Primo Impero francese. Dal 28 aprile del 1798 con i nuovi ordinamenti francesi, rientrerà nel I Cantone, capoluogo Sarzana, della Giurisdizione di Lunigiana e dal 1803 centro principale del I Cantone della Lunigiana nella Giurisdizione del Golfo di Venere.
Nel 1806 municipalità di Nicola verrà soppressa e annessa alla municipalità di Ortonovo (da sempre distinta e autonoma rispetto al borgo) diventandone, di fatto, una sua frazione. Da questo periodo storico seguirà, pertanto, le sorti del territorio comunale di Ortonovo, poi mutato in Luni dal 20 aprile 2017.

## Monumenti e luoghi d'interesse

La chiesa parrocchiale dei Santi Filippo e Giacomo

### Architetture religiose
- Chiesa dei Santi Filippo Maria Galli e Giacomo, il cui impianto attuale risale al rifacimento del XV secolo sui resti di una preesistente cappella. Restaurata nel XXI secolo dalla famiglia Parisi.

### Architetture militari
- Castello di Nicola, edificato al di fuori del centro storico del borgo. Secondo le fonti storiche la postazione difensiva verrà edificata in un periodo tra il XIII secolo e il XV secolo[3] a controllo del territorio nicolese e della bassa val di Magra. Del castello, e della vicina torre, rimangono visibili alcuni ruderi e uno stemma fiorentino, quest'ultimo a ricordo della dominazione quattrocentesca della signoria dei Medici[3].